# Nazih
Nazih (arabisch نزيه) ist ein männlicher Vorname. Die weibliche Variante lautet Naziha (arabisch نزيهة).

## Herkunft und Bedeutung
Der arabische Vorname bedeutet „ehrlich/rechtschaffen/treu, tugendhaft/sittsam/ehrenhaft“.

## Varianten
- männlich: Nezih (türkisch)
- weiblich: Nezihe (türkisch)

## Namensträger
- Nazih Musharbash (* 1946), deutscher Lehrer und Politiker
- Nazih Abdul Hamed al-Ruqai (1964–2015), libyscher Terrorverdächtiger

## Namensträgerinnen
- Naziha al-Dulaimi (1923–2007), irakische Politikerin und Frauenrechtlerin
- Naziha Salim (1927–2008), irakische Malerin, Hochschullehrerin und Autorin